# Бекия
Бекия (англ. Bequia, в переводе с местных диалектов — «Остров облаков») — крупный остров в архипелаге Гренадины (Малые Антильские острова). Расположен в 14 км к юго-юго-западу от острова Сент-Винсент. Площадь 18 км². Население около 5 тыс. человек, административный центр — Порт-Элизабет. Остров входит в состав государства Сент-Винсент и Гренадины.
Ранее остров был центром судостроения и охоты на китов. В настоящее время является центром морского туризма. Остров является местом причала многочисленных яхт, которые швартуются в заливе Адмиралти-Бей на подветренной стороне острова (главная естественная гавань). На северо-восточной оконечности острова расположен залив Индастри-Бей, в пределах которого разбит черепаший заповедник Олдхег, охраняющий исчезающую черепаху бисса. В юго-западной части острова, около деревни Ла-Помп, открыт музей Атнил-Пти-Мусеум, посвященный длинной истории китобойного промысла на островах и одному из известнейших китовых охотников страны Атнилу Оливье.
Каждый год на острове проводится Пасхальная Регата, которая привлекает участников со всего Карибского бассейна.